# Ріаз уд-Дін (хокеїст на траві)
Ріаз уд-Дін (24 лютого 1942 — 15 січня 2001) — пакистанський хокеїст на траві.
Учасник Олімпійських Ігор 1968 року.